# Gregorio (prefetto del pretorio d'Italia)
Gregorio (VI secolo) è stato un funzionario bizantino vissuto nel VI secolo.

## Biografia
Risulta attestato come Prefetto del pretorio d'Italia nel 595.
Era presente a Roma nel corso dell'assedio di Agilulfo re dei Longobardi; appoggiò, insieme al magister militum Casto, papa Gregorio I nei suoi tentativi di negoziare una tregua con Agilulfo, cadendo per questo in disgrazia nei confronti dell'Imperatore, contrario in quel momento alla pace; papa Gregorio cercò di difendere l'operato di Gregorio prefetto e di Casto in un'epistola diretta all'imperatore Maurizio (giugno 595). Sicuramente non era più in carica nel 598 (viene citato nelle epistole come ex praefecto).
Nel 598 Gregorio ricevette l'ordine di recarsi in Sicilia per presentare i conti all'ufficiale imperiale Leonzio; quest'ultimo era stato inviato dall'Imperatore in Sicilia per esaminare i conti di numerosi ex-ufficiali per controllare che non avessero commesso illeciti e frodi; Gregorio cercò rifugio in una chiesa di Roma insieme ad altri ufficiali, ma essi vennero persuasi da papa Gregorio a seguire il sottoposto di Leonzio, Marco, in Sicilia per essere esaminati (settembre/ottobre 598). Prima di partire per la Sicilia, decise di costruire una basilica in onore di numerosi santi e papa Gregorio cercò di aiutarlo scrivendo a numerosi vescovi di inviare reliquie a Roma (ottobre 598). Cadde malato, ma raggiunse la Sicilia verso la fine dell'anno. Papa Gregorio si preoccupò per il suo fato, scrivendo a Leonzio e ad altri funzionari importanti o vescovi in Sicilia di trattare bene l'ex-prefetto Gregorio.
Gregorio possedeva terre a Reggio, dove ebbe una disputa riguardante la proprietà con la Chiesa, e in Campania, a Napoli e a Sorrento.